# Gasthof Zum Bären (Grüningen)

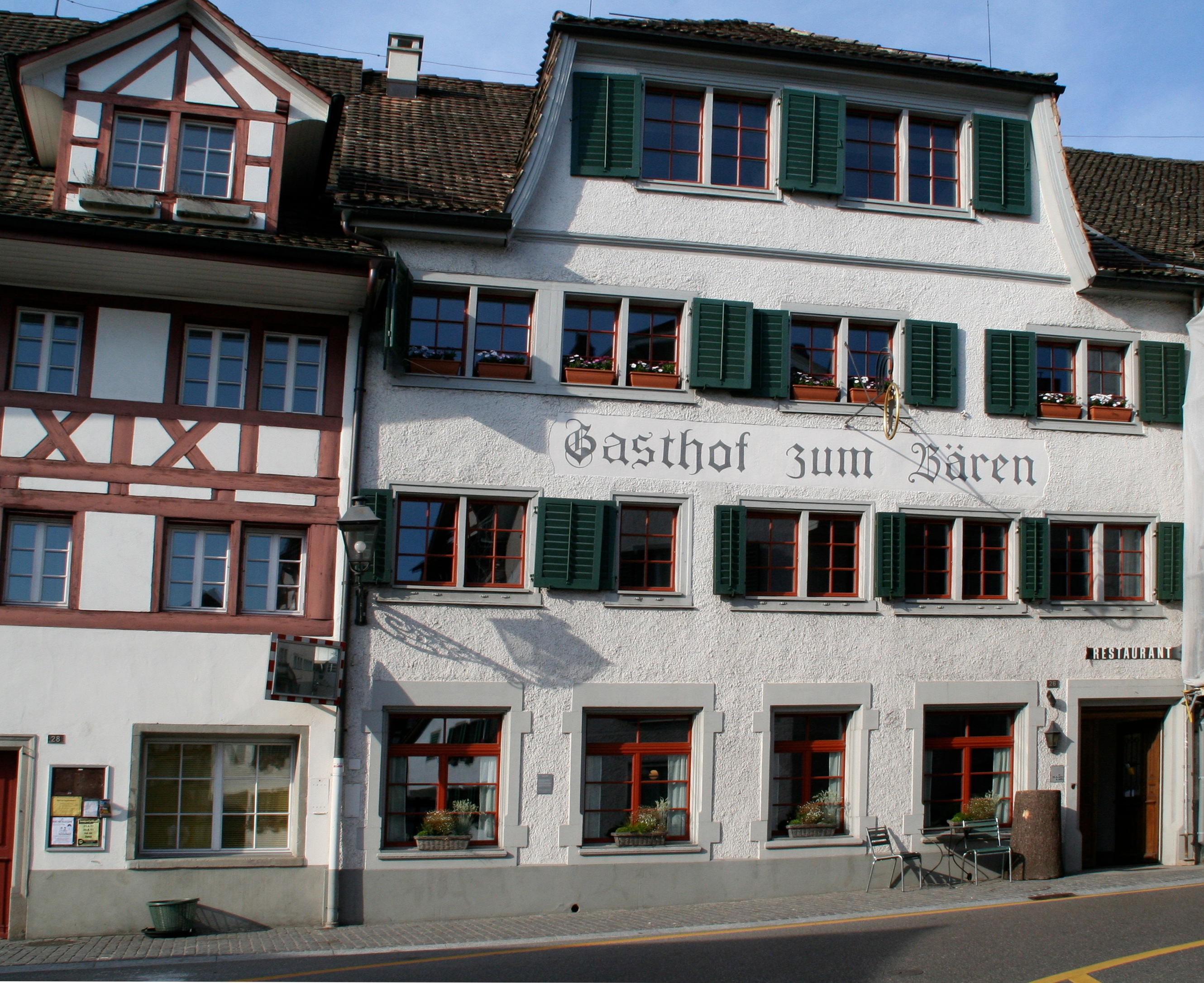
Gasthof Bären

Der Gasthof Bären ist ein Teil der nördlichen Häuserzeile des historischen Dorfkerns von Grüningen im Schweizer Kanton Zürich. Die älteste urkundliche Erwähnung der Wirtsstube stammt aus dem Jahr 1541. Die Häuserzeile war ein Teil der Stadtmauer und fiel in den Jahren 1551 und 1685 Bränden zum Opfer. 
Die beiden Hausteile wurden anlässlich des Innenumbaus im Jahr 1764 vereinigt. Die Gaststube lag im ersten Obergeschoss und erhielt ein barockes Interieur mit einem Kachelofen. 1900 wurde die Gaststube ins Erdgeschoss verlegt. Im Jahr 2009 wurde die Nordseite mit der Gartenterrasse restauriert. Dabei wurden die alten, bemalten Ornamente an der Decke der Wirtsstube freigelegt. Mitte 2013 übernahm Christian Mutschler den Gasthof.